# Les Chroniques de Thomas Covenant
Les Chroniques de Thomas Covenant (titre original en anglais : The Chronicles of Thomas Covenant, the Unbeliever) est une série littéraire de romans de fantasy de l'écrivain américain Stephen R. Donaldson commencée en 1977.
La série se compose de trois cycles: une première trilogie, écrite entre 1977 et 1979 ; puis une seconde trilogie écrite entre 1980 et 1983, et enfin une tétralogie, écrite entre 2004 et 2013.

## Résumé
Auteur d'un best-seller, Thomas Covenant a tout perdu le jour où un médecin lui a diagnostiqué la lèpre: sa femme est partie avec son fils, son goût pour l'écriture s'est transformé en amertume, et sa maladie a conduit à l'amputation de deux de ses doigts. Rejeté par ses amis, traité en paria par ses voisins, il vit seul chez lui. Un jour, après avoir été accosté par un mystérieux mendiant, il se fait renverser par une voiture de police et est projeté dans le Fief, un monde étrange. 
Invoqué par Turpide le Rogue, l'incarnation du Mépris, Covenant est chargé d'aller rapporter une prophétie aux Seigneurs du Fief : dans 49 ans, le Rogue attaquera le Fief, et le lépreux sera l'instrument qui mènera le monde à sa ruine. 
À cause de sa main amputée et de son alliance d'or blanc, les habitants du Fief pensent que Covenant est la réincarnation de Berek Demi-Main, un héros de jadis, et qu'il est donc l'unique espoir de sauver leur monde.

## Les romans

### Les Premières Chroniques de Thomas Covenant
- Tome 1 : Titre original : Lord Foul's Bane, 1977

1. VF chez Flamme, 1985 sous le titre Les Chroniques de Thomas l'incrédule (traduit par Iawa Tate)
2. VF chez J'ai lu, 1987 sous le titre Les Chroniques de Thomas l'incrédule (traduit par Iawa Tate)
3. VF rééditée chez Le Pré aux clercs, février 2006 sous le titre Les Chroniques de Thomas Covenant - La Malédiction du Rogue (nouvelle traduction par Isabelle Troin)
4. VF chez Pocket, février 2008 sous le titre Les Chroniques de Thomas Covenant - La Malédiction du Rogue (traduit par Isabelle Troin)

- Tome 2 : Titre original : The Illearth War, 1978

1. VF chez Flamme, 1985 sous le titre Les Chroniques de Thomas l'incrédule - le Réveil du Titan (traduit par Iawa Tate)
2. VF chez J'ai lu, 1987 sous le titre Les Chroniques de Thomas l'incrédule - Le Réveil du Titan (traduit par Iawa Tate)
3. VF rééditée chez Le Pré aux clercs, septembre 2006 sous le titre Les Chroniques de Thomas Covenant - La Retraite maudite (nouvelle traduction par Isabelle Troin)
4. VF chez Pocket, juin 2008 sous le titre Les Chroniques de Thomas Covenant - La Retraite maudite (traduit par Isabelle Troin)

- Tome 3 : Titre original : The Power that Preserves, 1979

1. VF chez J'ai lu, 1988 sous le titre Les Chroniques de Thomas l'incrédule - L'Éternité rompue (traduit par Iawa Tate)
2. VF rééditée chez Le Pré aux clercs, janvier 2007 sous le titre Les Chroniques de Thomas Covenant - La Terre dévastée (nouvelle traduction par Isabelle Troin)
3. VF chez Pocket, janvier 2009 sous le titre Les Chroniques de Thomas Covenant - La Terre dévastée (traduit par Isabelle Troin)

### Les Deuxièmes Chroniques de Thomas Covenant
- Tome 4 : Titre original : The Wounded Land, 1980

1. VF chez Le Pré aux clercs, septembre 2007 sous le titre Les Chroniques de Thomas Covenant - Le Rituel du sang (traduit par Isabelle Troin)
2. VF chez Pocket, mai 2009 sous le titre Les Chroniques de Thomas Covenant - Le Rituel du sang (traduit par Isabelle Troin)

- Tome 5 : Titre original : The One Tree, 1982

1. VF chez Le Pré aux clercs, mars 2008 sous le titre Les Chroniques de Thomas Covenant - L'Arbre primordial (traduit par Isabelle Troin)
2. VF chez Pocket, mars 2010 sous le titre Les Chroniques de Thomas Covenant - L'Arbre primordial (traduit par Isabelle Troin)

- Tome 6 : Titre original : White Gold Wielder, 1983

1. VF chez Le Pré aux clercs, octobre 2009 sous le titre Les Chroniques de Thomas Covenant - Le Pouvoir de l'or blanc (traduit par Isabelle Troin)
2. VF chez Pocket, janvier 2012 sous le titre Les Chroniques de Thomas Covenant - Le Pouvoir de l'or blanc (traduit par Isabelle Troin)

### Les Dernières Chroniques de Thomas Covenant
- Tome 7 : The Runes of the Earth, 2004
- Tome 8 : Fatal Revenant, 2007
- Tome 9 : Against All Things Ending, 2010
- Tome 10 : The Last Dark, 2013

## Récompenses
| Année | Récompense                            | Roman                             |
| ----- | ------------------------------------- | --------------------------------- |
| 1979  | Prix British Fantasy - Meilleur roman | Les Chroniques de Thomas Covenant |
| 1981  | Balrog Fantasy Award - Meilleur roman | Le Rituel du sang                 |
| 1983  | Balrog Fantasy Award - Meilleur roman | L'Arbre primordial                |
| 1983  | Saturn Award - Meilleur roman         | L'Arbre primordial                |